# Lincolnwood, Illinois
Lincolnwood är en ort (village) i Cook County, i delstaten Illinois, USA. Enligt United States Census Bureau har orten en folkmängd på 12 646 invånare (2011) och en landarea på 7 km².